# Ewerton Teixeira
Ewerton Teixeira (São Paulo, 13 de fevereiro de 1982) é um lutador profissional brasileiro peso-pesado, é karateka e kickboxer, atualmente competindo no K-1 World GP. Ele treina em Kyokushin Oyama, em Tóquio, Japão.

## Carreira
Após ter conquistado vários títulos no Karate, entre eles o de campeão mundial do estilo de luta de contato Karate Kyokushin Oyama, Ewerton Teixeira estreou no K-1 em 2008 como um experiente lutador, porém ainda no anonimato a nível profissional. Seu primeiro feito no K-1 foi contra o japonês Yusuke Fujimoto, luta em que ele ganhou por nocaute. Teixeira, em seguida, venceu o GP do Japão 2008 após bater Tsutomu Takahagi no primeiro assalto, posteriormente conseguiu duas vitórias por decisão unânime sobre Tsuyoshi Nakasako e Keijiro Maeda.
Ele foi então colocado em 2008 WGP eliminações contra o veterano japonês Musashi. Ele venceu por decisão unânime e foi qualificado para o seu primeiro World Grand Prix Championships.
Nas quartas de final, foi colocado contra lutador curaçalino Errol Zimmerman. Após vencer o adversário nos primeiros assaltos, Zimmerman foi derrubado por um gancho que garantiu a Teixeira uma vitória por decisão unânime.

## Títulos e realizações
- 2008 Campeão do K-1 World GP in Fukuoka
- 2007 Campeão do 9º World Tournament (Derrotou Jan Soukup)
- 2007 Campeão do All American Open Karate Championships (Derrotou Andrews Nakahara)
- 2006 Vice-Campeão do All American Open Karate Championships (Perdeu para Andrews Nakahara)
- 2005 Campeão do 3º World Weight Category Championships (Derrotou Lechi Kurbanov)
- 2004 Campeão do All American Open Karate Championships (Derrotou Eduardo Tanaka)
- 2003 3º lugar no 8º World Tournament (Perdeu para Hitoshi Kiyama/Derrotou Glaube Feitosa)
- 2003 Campeão do All American Open Karate Championships (Derrotou Sergey Osipov)
- 2002 Campeão do All American Open Karate Championships (Derrotou Lechi Kurbanov)
- 2002 Campeão do 2º World Team Cup 2002 (Derrotaram a Rússia)
- 2001 Campeão do All American Open Karate Championships (Derrotou Kentaro Tanaka)
- 2001 Vice-Campeão do Brazilian Open (Perdeu para Ulysses Isobe)

## Cartel no MMA
| Cartel no MMA   |            |           |
| 4 lutas         | 3 vitórias | 1 derrota |
| Por nocaute     | 1          | 0         |
| Por finalização | 0          | 1         |
| Por decisão     | 2          | 0         |

| Res.    | Cartel | Oponente         | Método                         | Evento                   | Data                   | Round | Tempo | Local                          | Notas           |
| ------- | ------ | ---------------- | ------------------------------ | ------------------------ | ---------------------- | ----- | ----- | ------------------------------ | --------------- |
| Derrota | 3–1    | Vinicius Queiroz | Finalização (triângulo de mão) | Bellator 143             | 15 de setembro de 2015 | 2     | 4:00  | Hidalgo, Texas, Estados Unidos |                 |
| Vitória | 3–0    | Eduardo Pezão    | Decisão (unânime)              | Imperium - MMA Pro 3     | 27 de abril de 2013    | 3     | 5:00  | Salvador, Bahia, Brasil        |                 |
| Vitória | 2–0    | Edinaldo Novaes  | Decisão (unânime)              | Imperium - MMA Pro 1     | 19 de janeiro de 2013  | 3     | 5:00  | Salvador, Bahia, Brasil        |                 |
| Vitória | 1–0    | Raul Bazan       | Nocaute (Joelhada)             | CPMMAF - Champion Fights | 23 de junho de 2012    | 3     | 0:50  | Salvador, Bahia, Brasil        | Estreia no MMA. |